# Убийство на Джонбенет Рамзи
ДжонБенет Рамзи (на английски: JonBenét Patricia Ramsey) е американско момиче на 6 години, участвало в детски конкурси на красотата, убито в дома си в Боулдър, Колорадо, през 1996 г. Баща ѝ Джон Рамзи намира тялото ѝ в мазето на дома им осем часа след като е обявена за издирване. Тя е ударена по главата и след това удушена. Убийството остава неразгадано.
Най-напред са заподозрени родителите ѝ и деветгодишния ѝ брат Бърк. Въпреки това, през 2008 г. ДНК, взета от дрехите на жертвата напълно оправдават семейството ѝ. През февруари 2009 г. полицията в Боулдър поема делото от прокурора и възобновява разследването. През 2013 г. става ясно, че през 1999 г. е имало обвинителен акт срещу родителите.
Медийното отразяване на случая често се фокусира върху участието на ДжонБенет в детските конкурси за красота, богатството на родителите, както и необичайни доказателства. Според съобщения в медиите има подозрения за манипулиране на делото от страна на полицията. Има дела за клевета срещу няколко медийни организации.